# 清曼寺
清曼寺，又稱昌挽寺，位於泰國北部清邁市的是蓬區（Tambon Si Phum），該寺歷史悠久，是清邁古城的第一座佛寺，由蘭納王國的第一任國王孟萊王（King Mengrai）於1297年親自監督興建，寺廟融合了蘭納與斯里蘭卡的建築風格。

## 歷史
孟萊王於1296年選定素帖山（Doi Suthep）山腳興建新都「清邁城」，當時蘭納王國的盟友帕堯王安孟及蘭甘亨大帝都派了大量人力來協助興建新城，由於泰國為佛教國家，三位國王一致認為應該興建一座佛寺，祈求佛力的護佑。隔年孟萊王便在新城的北側建寺，賜名為清曼寺，成為清邁的首座皇家佛寺，該寺也是孟萊王當時的臨時行宮。
清曼寺約於孟萊王朝第九任國王提洛卡拉王（King Tilokaraj）時期坍塌，國王於1471年下令以鐵礬土重建。1551年清邁城被緬甸東吁王朝占領，清曼寺因而荒廢數年，直到1558年，緬甸國王勃印曩（Bayinnaung）下令重修佛塔、佛殿，並增建藏經閣。
清曼寺的主佛殿為蘭納式建築，重建後曾於1920年再度修整，殿內主尊供奉的坐姿持缽釋迦牟尼佛像，造於1465年。側殿玉佛寺內供奉了兩尊古老珍貴的佛像，一尊是只有20多公分的大理石佛像（Phra Sila），據傳來自八世紀的南印度錫蘭古國（斯里蘭卡），佛像上鑲滿了寶石，相當珍貴。當地民眾認為佛像具有降雨的力量，每年四月初雨季開始前，佛像就會被請出來巡視各地，以祈求該年雨水豐沛。另一尊高約10公分的水晶佛像（Phra Sae Tang Khamani），距今約有1800多年的歷史，造於羅渦國時期，後被帶到哈利奔猜王朝的首都南奔府，孟萊王在攻陷南奔時獲得水晶佛像，後來便將水晶佛像請到清曼寺供奉。水晶佛像歷經多次戰火仍完好無缺，因此民眾認為該佛像能抵禦災難。
主殿後方有一座白底金頂的象馱佛塔，為斯里蘭卡式建築，佛塔的基座有十五隻石雕大象，大象的尺寸是比照真實大象的比例來雕刻，因此整座佛塔的規模相當宏偉壯觀，可惜年代久遠，塔底及石象身上的白色已嚴重斑剝褪色。

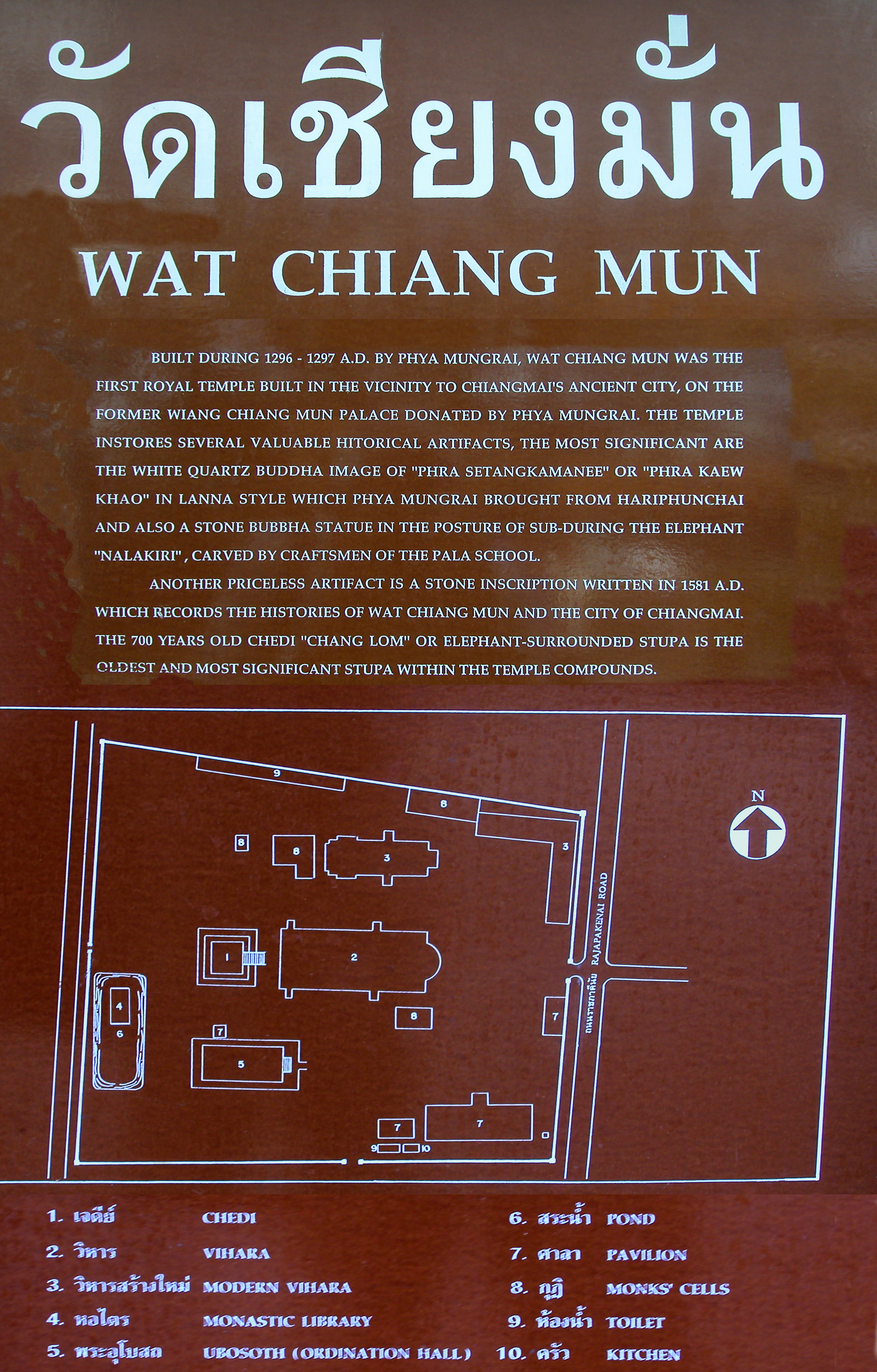
清曼寺平面圖

## 寺內景色

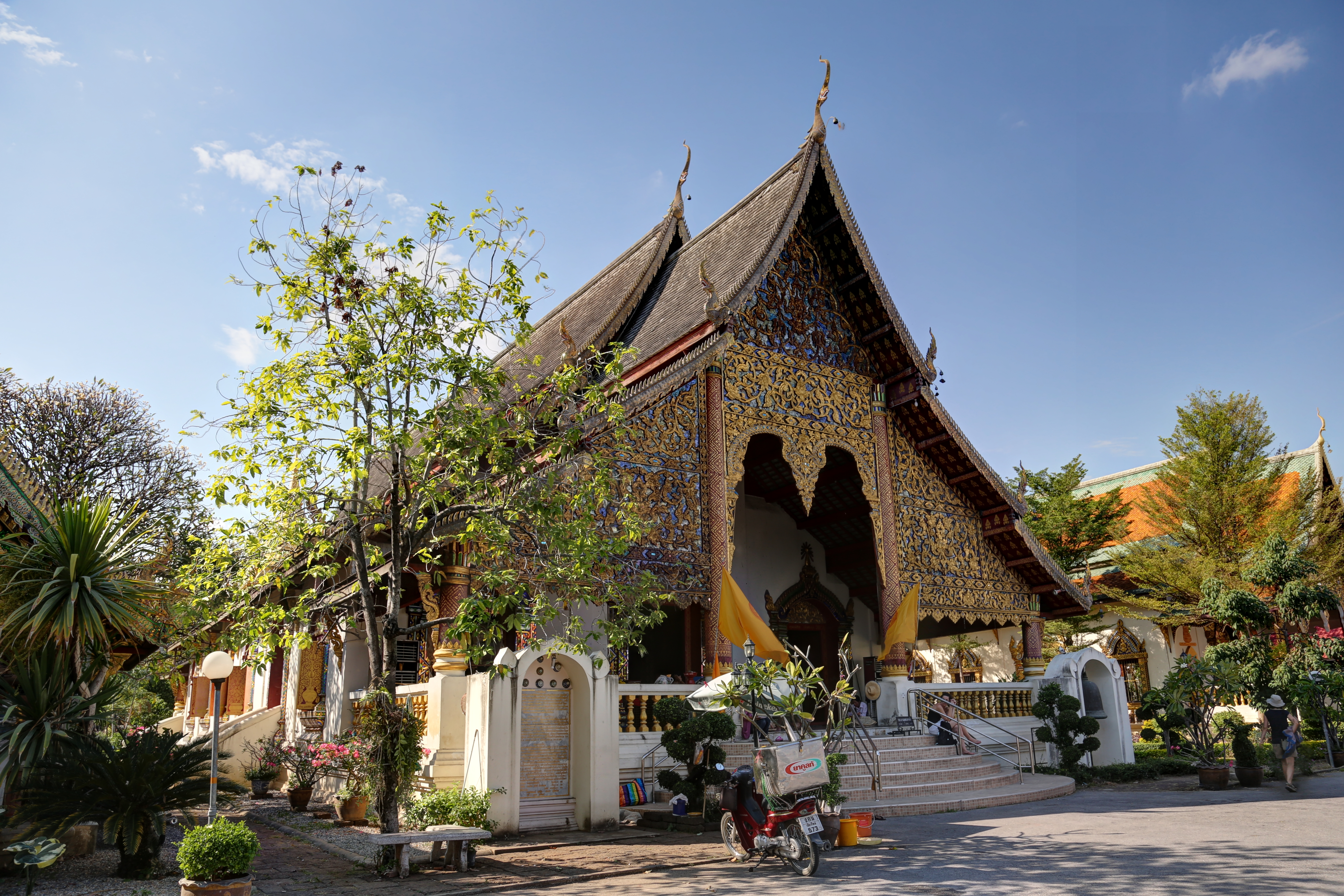
清曼寺正殿正面。
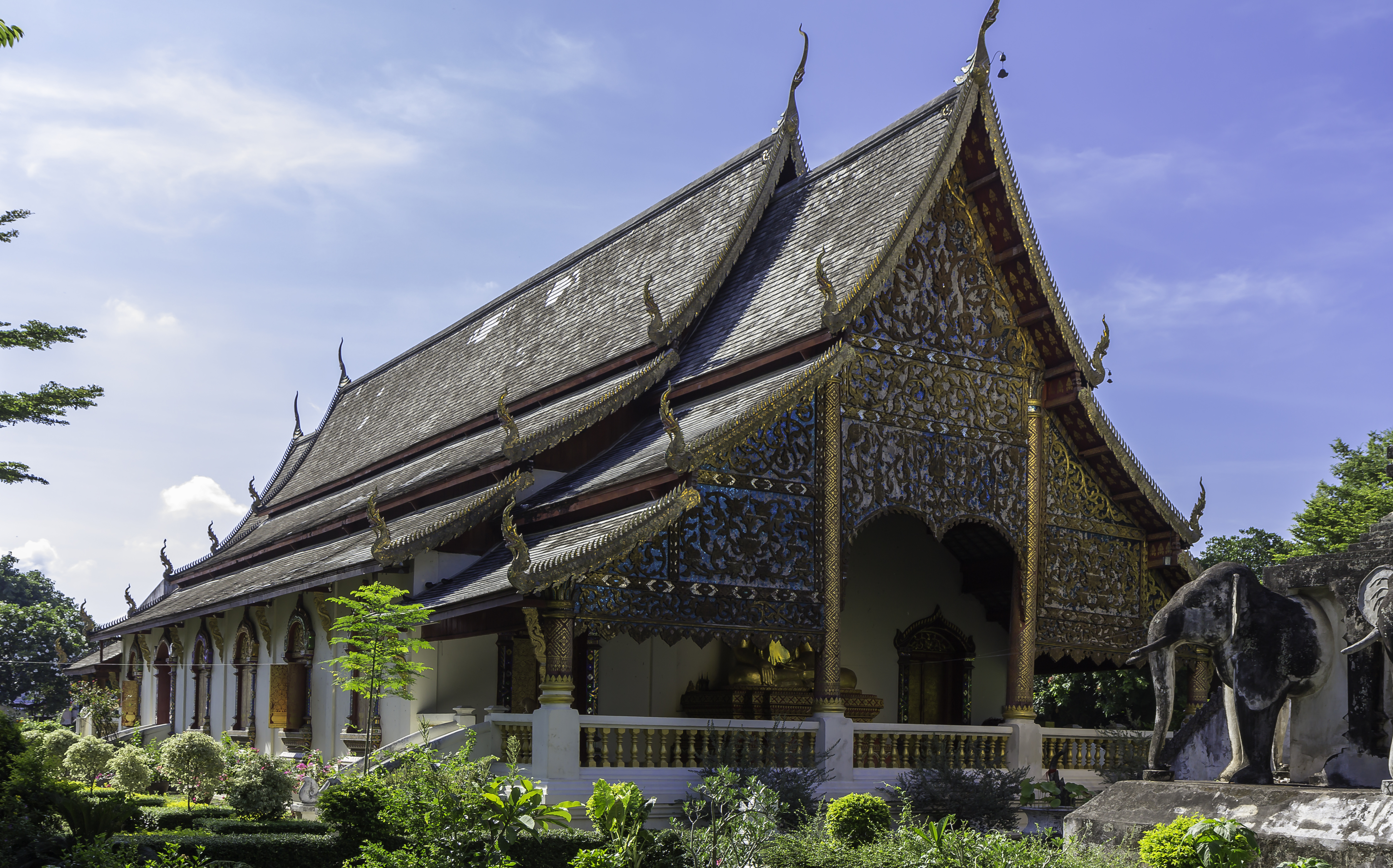
清曼寺正殿背面。
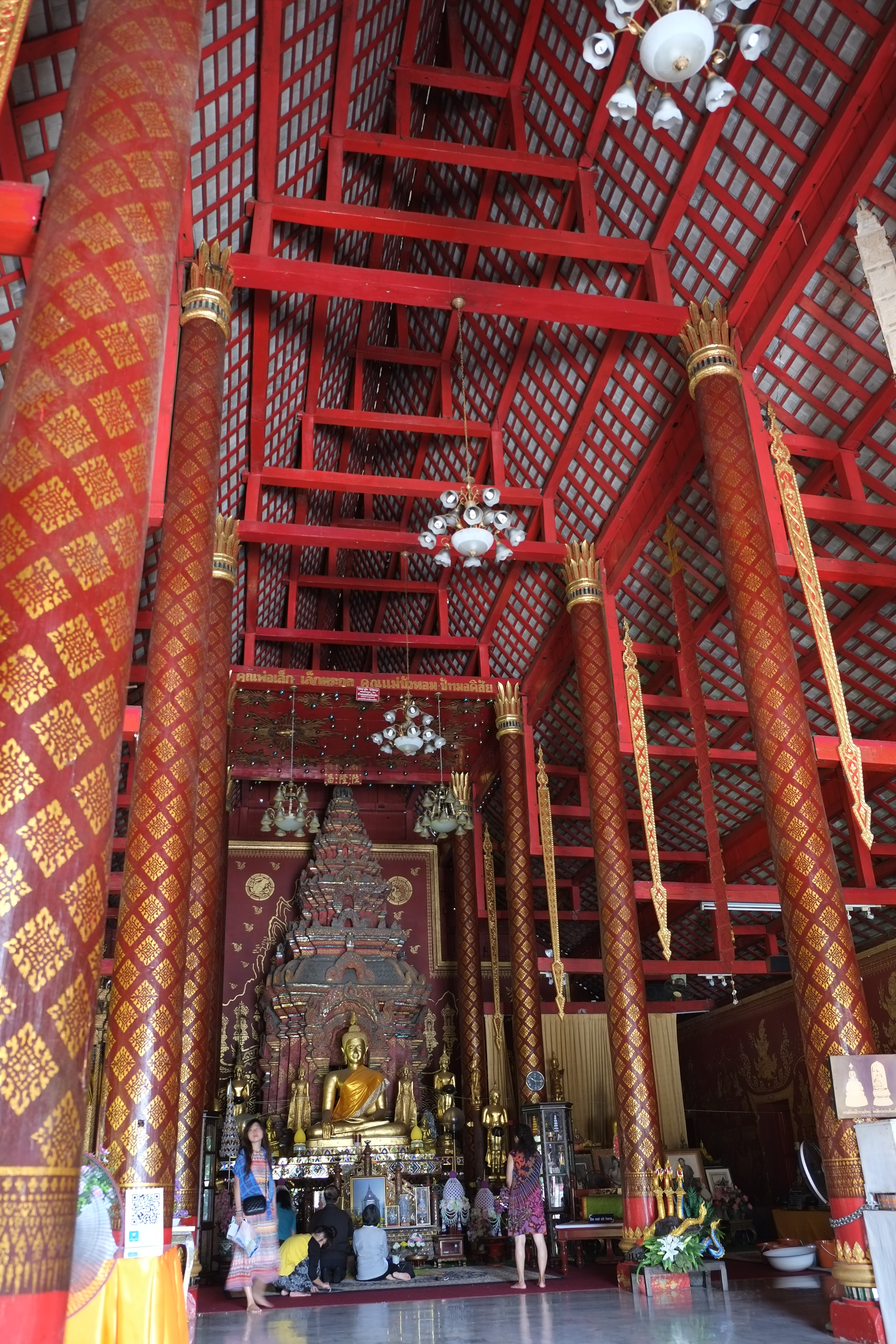
清曼寺正殿內部。
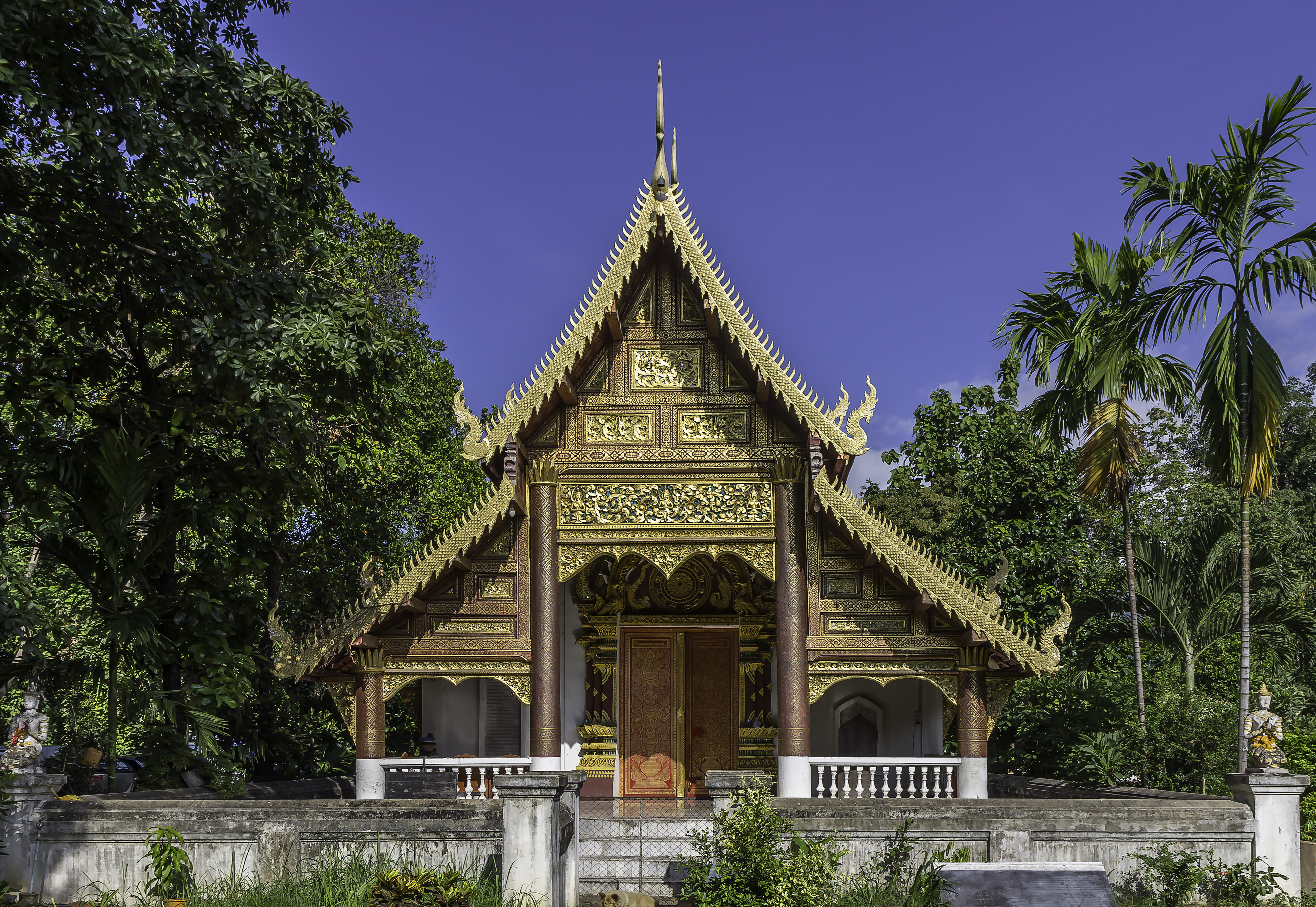
戒堂。
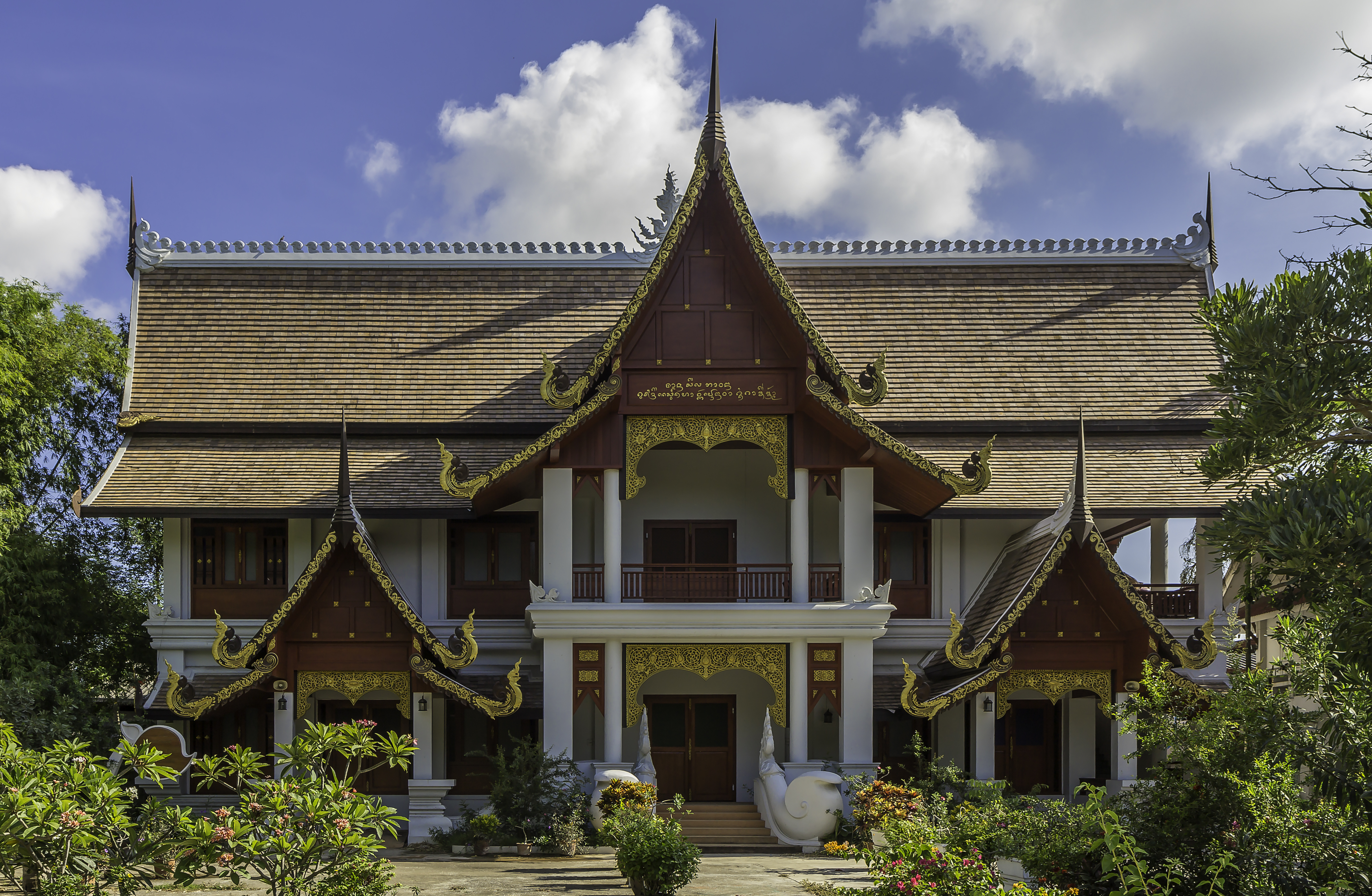
寺內的僧院。

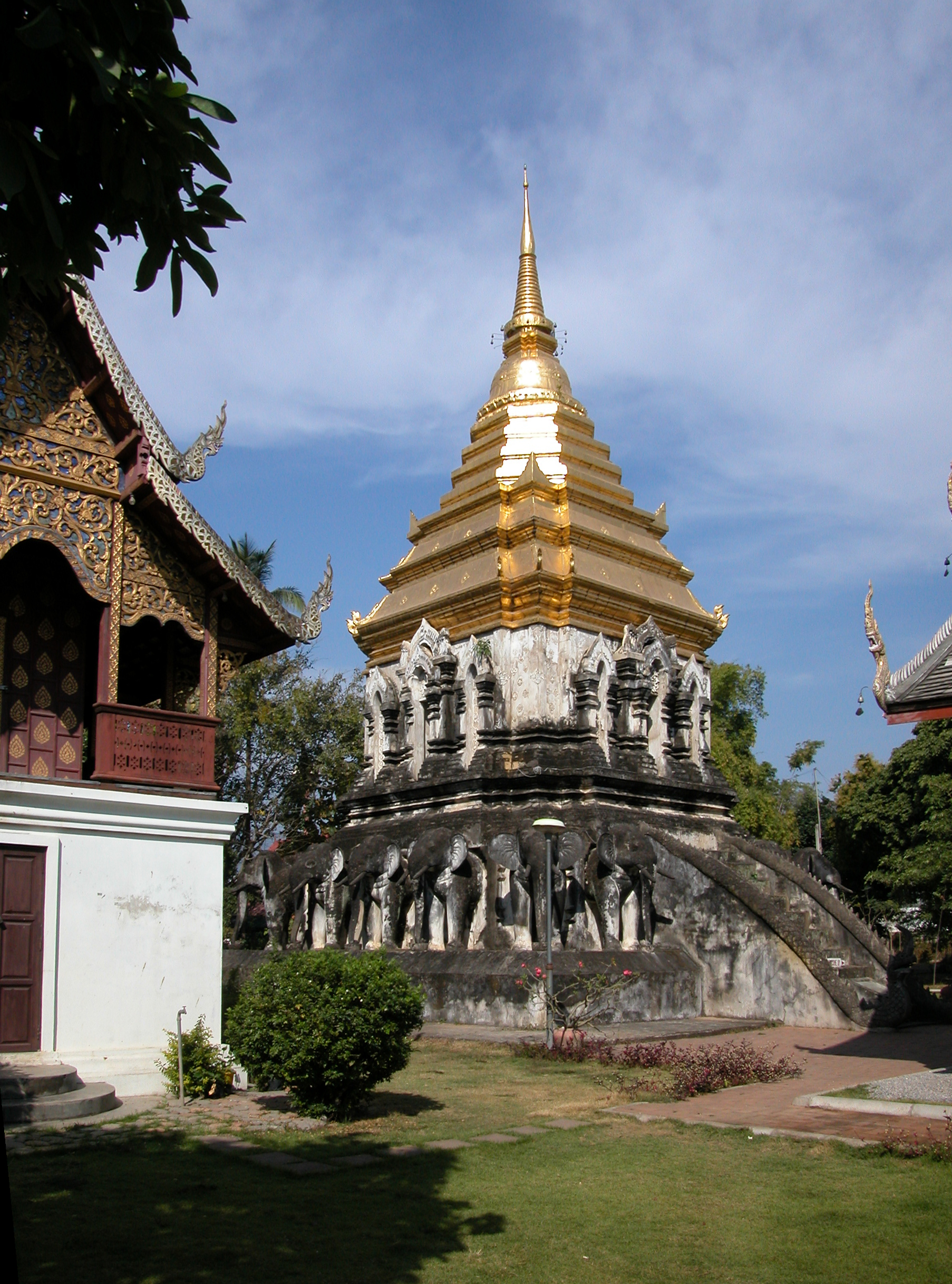
清曼寺正殿後方斯里蘭卡風格的石象金塔。
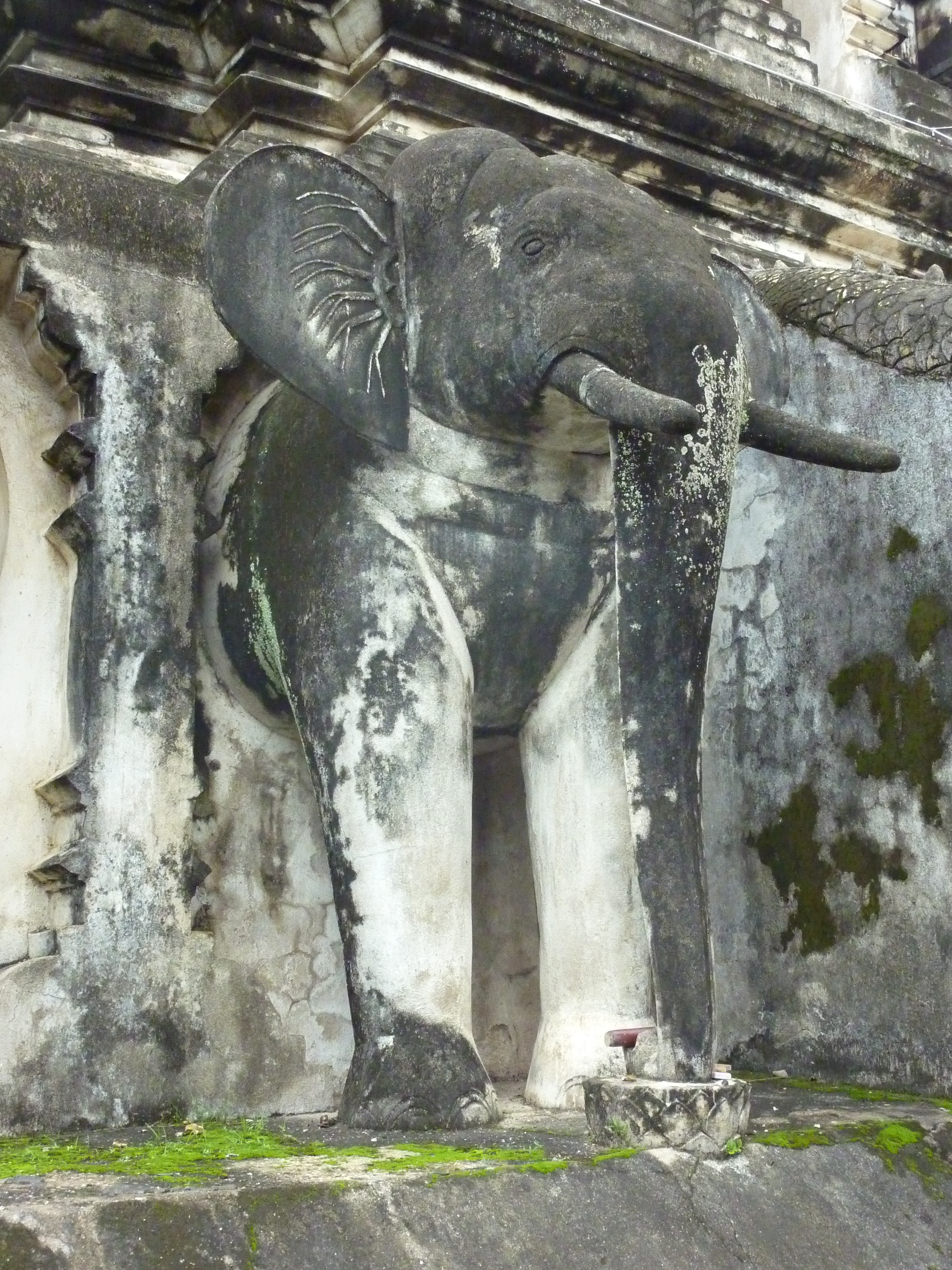
金塔底座15隻石象的特寫。
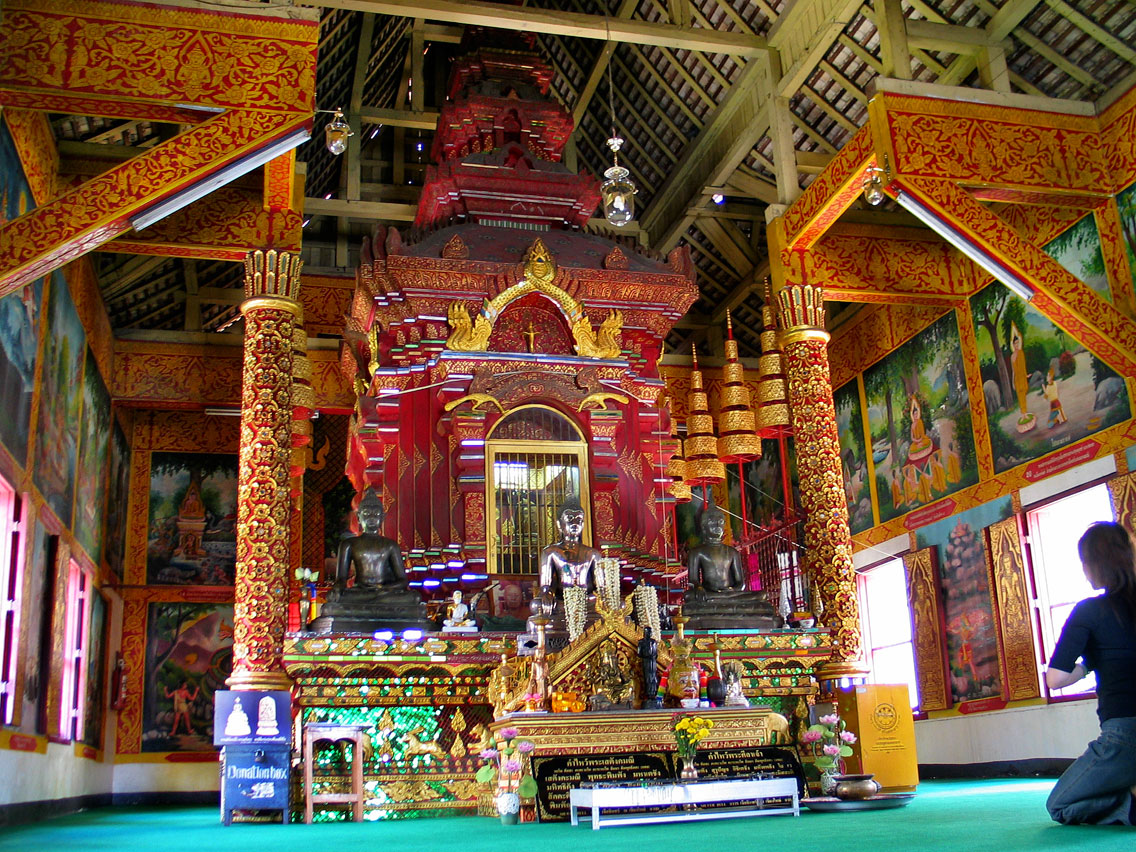
小主殿內有座巨大的佛龕，裡面供奉石雕佛像與水晶佛。
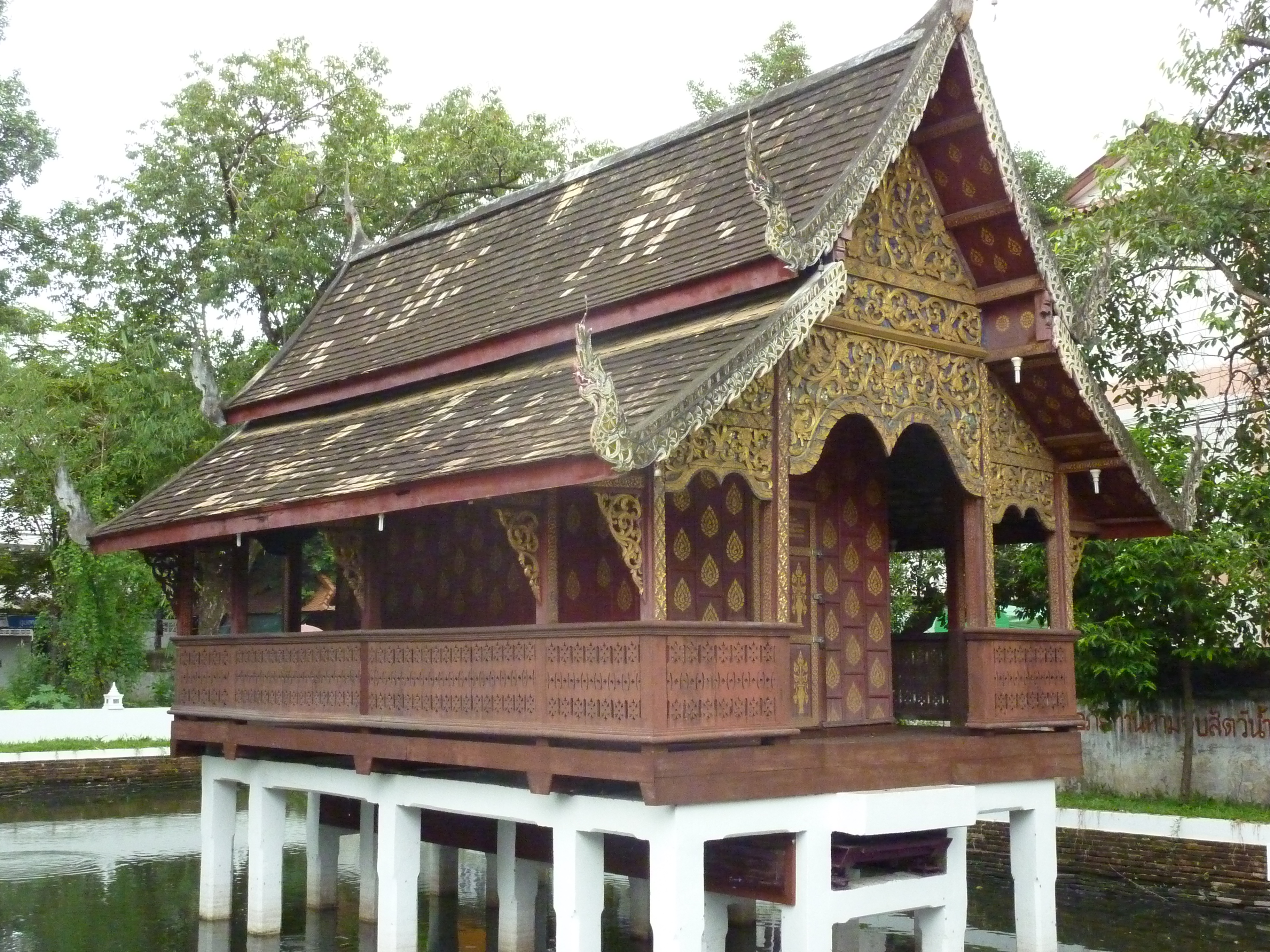
池中的藏經閣。
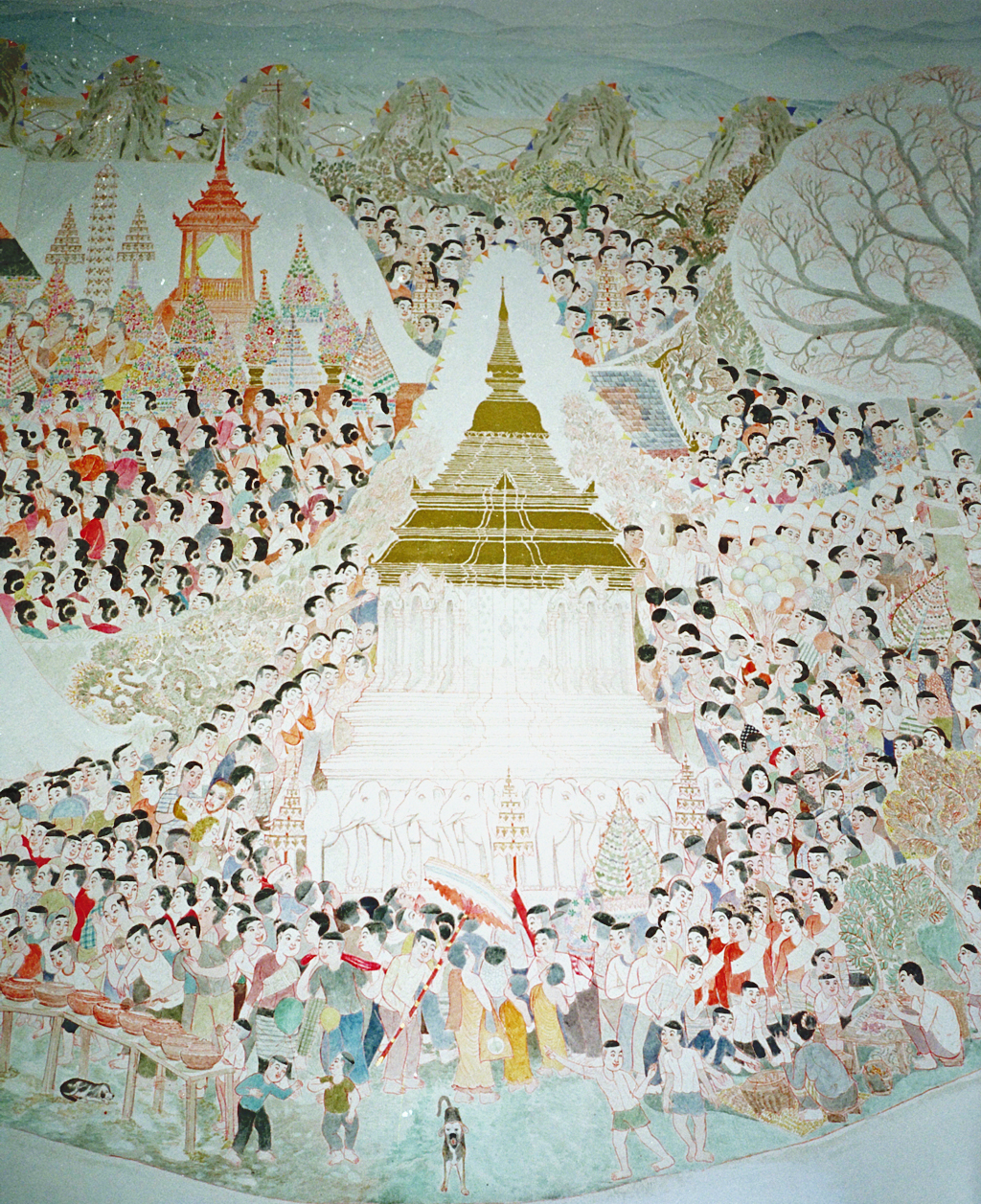
清邁布帕蘭寺內的壁畫記錄了石象金塔建成時的盛況。

## 供奉佛像
- 釋迦牟尼佛

## 外部連結
- 清邁清曼寺 Wat Chiang Man （页面存档备份，存于）
- 泰國清邁遊記 寺廟篇